# Àngela Vilafreser
Àngela Vilafreser (Sant Climent Sarriba, 1580-1620) fue una sanadora y comadrona vinculada al Lluçanès que fue condenada por bruja. Casada con Joan Vilafreser, labrador de Santa Maria de Lluçà. También era conocida como La Vigatana.

## Biografía
Fue una de las muchas mujeres acusadas de brujería en el primer cuarto del siglo XVII, concretamente entre 1618 y 1622, momento de máxima efervescencia de la persecución en Cataluña. Era originaria de Sant Climent Sarriba (Lluçanès). Al casarse se trasladó a vivir a Santa Maria de Lluçà, donde su marido trabajaba de labrador y donde fue detenida. Era madre de un hijo. Se la relacionaba con el mundo del curanderismo y su trabajo consistía en hacer brebajes y pócimas para curar indigestiones, ataques de apoplejía, y durante un tiempo ejerció de comadrona, lo cual hizo que Joan Verdaguer, labrador de Santa Maria de Lluçà, la acusara de infanticidio. Fue encausada al mismo tiempo que Joana Pons (Joana la Negra), Rafaela Puigcercós y Joana Mateus. Su proceso se abrió el 1 de marzo de 1619 en Olost. Admitió bajo tortura todos los cargos que las autoridades civiles le quisieron imputar, incluso el de tener trato carnal con el demonio. Fue sentenciada a morir en la horca el 22 de mayo de 1620 y ejecutada.